# Папы
Папы (азерб. Papı) — село в Джебраильском районе Азербайджана.

## Топонимия
Ойконим связан с названием папской ветви племени лур, проживавшей в иранской провинции Лорестан

## История
В ходе Первой карабахской войны в 1993 году село перешло под контроль армянских вооружённых сил.
21 октября 2020 года Вооружёнными силами Азербайджана восстановили контроль над селом.

## Экономика
Основной отраслью хозяйства было животноводство.

## Внешние ссылки
- Исполнительная власть Джебраильского района Азербайджанской Республики